# Ångbildningsvärme
Ångbildningsvärme eller förångningsentalpi anger den värmeenergi som måste tillföras för att vid konstant temperatur förånga 1 gram eller 1 mol av ett ämne vid dess normala kokpunkt. Ångbildningsvärmen för till exempel vatten vid atmosfärstryck är 539 kalorier per gram, eller 2260 kJ/kg.
Formel : E = l × m där l är ångbildningentalpiteten, E är energin och m är massan ger l = E ÷ m